# Kunszentmártoni kistérség
A 2014-ben hivatalosan megszűnt Kunszentmártoni kistérség Jász-Nagykun-Szolnok megye déli részén, a Tisza és a Körös folyók szögletében feküdt. Központja Kunszentmárton volt. Festői szépségű partszakaszok, vadregényes területek, homokos partok, gyógy- és termálvíz, szőlő- és gyümölcsöskertek jellemzik ezt a csendes tájat.
A kistérséget nem hivatalosan Tiszazugi kistérségnek is nevezték, bár Kunszentmárton és Öcsöd nem tartozik a Tiszazugnak nevezett kistájhoz.

## Megközelíthetősége

### Közúton
Közúton Szolnok felől a 442-es úton közelíthetjük meg Martfűn keresztül, Kecskemét felől pedig a 44-es főút vezet keresztül a térségen, délről, Szentes illetve Hódmezővásárhely felől a 45-ös főúton juthatunk ide. Csongrád felől is megközelíthető a terület a Csongrád-Csépa pontonhídon átkelve. A három főbb útvonal (a 44-es- és a 45-ös főút illetve a 442-es út) a kistérség központjánál és közlekedési csomópontjánál, Kunszentmártonnál keresztezi egymást. Közvetlenül a város mellett a 44-es főútból ágazik ki a 45-ös főút, Istvánháza és Kunszentmárton között pedig, a 44-es főút és a 442-es út keresztezi egymást. Régebben a 442-es út Cserkeszőlő-Cibakháza-Tiszaföldvár-Martfű-Szolnok irányban húzódott. Később ezt az útvonalat áthelyezték a Kunszentmárton-Kungyalu-Tiszaföldvár-Martfű-Szolnok útvonalra, így az előző 442-es útvonal forgalmát jelentősen leredukálták. A környékbeli települések (Tiszakürt, Tiszainoka, Nagyrév, Cibakháza) így jelentős átmenő forgalomtól estek el.

### Vasúton
Vasúton a MÁV 130-as számú (Szolnok-Hódmezővásárhely-Makó), illetve a 146-os számú (Kecskemét-Kunszentmárton) vonalán érhető el a térség. A két vonal Kunszentmártonnál ágazik el, így a legforgalmasabb vasútállomással értelemszerűen Kunszentmárton rendelkezik. A Tiszazug egyes települései (Cserkeszőlő, Tiszakürt, Tiszainoka, Cibakháza, Nagyrév és Öcsöd) nem érhetőek el vasúton.

## Története

### Az őskortól a középkorig
A térség első lakói a újkőkorszaki Körös kultúra népéhez tartoztak, akik a folyók menti árvízmentes helyeket foglalták el. Innentől kezdve ez a terület folyamatosan lakott hely volt. A réz- és bronzkor időszakából kiemelkedő jelentőségű leletegyüttesek (Nagyrév, Pusztistvánháza) tanúskodnak az itt letelepedett lakosság kultúrájáról, életmódjáról. A honfoglaló magyarság is korán megvetette a lábát e tájon, bizonyság erről Kürt falu neve. A középkori települések szintén árvíztől védett löszpartok peremén jöttek létre. Ennek megfelelően a Tisza, illetve Körös melletti települések központja a folyó menti ármentes magaslaton feküdt. A síkból kimagasló, összezsúfolt halmazfalu a tiszazugi táj jellegzetes eleme. Közülük a jelentősebbek a révátkelőhely Sáp (első említése az 1075. évi garamszentbenedeki alapítólevélben), amely Nagyrév határában feküdt és Öcsöd határban a mezővárossá fejlődő Fehéregyháza.

### A kunok betelepítésétől a török hódoltság utáni évekig
A 14. században a kunoknak is alapítottak településeket e vidéken (Szentmárton, Bábocka, Tatárszállás, Homokszállás). Az aprófalvas településszerkezet már a 14-15. században ritkulásnak indult, majd a török hódoltság időszakában csaknem teljesen megszűnt. A török és a végvári adószedők sanyargatásai, a rabló portyázások, a keresztülvonuló hadseregek elől a vidék népe újra és újra menekülésre kényszerült, és főként a nagyobb mezővárosok (Mezőtúr, Nagykőrös) fogadták be őket, mindössze Tiszakürt és környéke volt folyamatosan lakott. A 18. század első évtizedeiben kezdtek újjáalakulni a települések. Fokozatosan visszaszivárogtak az elmenekült lakosok, a Felvidékről visszatértek a birtokosok jobbágyaikkal, Kunszentmártonba telepesek érkeztek Jászapátiból. A kiváltságos Nagykunsághoz tartozó Kunszentmárton kivételével, a területen nemesi birtokok alakultak ki. A zsellérség, majd az agrárszegénység számára a kistérség közepén lévő homokos földeken való szőlőtelepítés jelentette a fő megélhetési lehetőséget.

### A reformkortól napjainkig
A Tisza szabályozásáig az ártéri gazdálkodás volt jellemző a megye lakosságának nagy részét. Ennek emlékei, a folyószabályozások után is, a legtovább ebben a kistérségben éltek. Az egykori gazdasági életnek fontos eleme volt a halászat, melynek ősi módja a rekesztő halászat volt. A halászkunyhó mindig magas parton, olykor lábakra épült, mely lakóhelyül és főzőhelyül is szolgált egyaránt. A térség zártsága tárgyi és szellemi kultúrájában a belső keletkezést erősítette.
A kiterjedt felszíni vízhálózattal rendelkező Tiszazugban a folyószabályozásokig a települések legjelentősebb gazdasági alapja a legeltető állattenyésztés volt, mely jó megélhetést biztosított az itt élőknek. A folyószabályozás azonban gyökeresen megváltoztatta a térség gazdaságát. Az addig árvízjárta legelők alkalmassá váltak a növénytermesztésre, amely a térségben jelentős „tanyásodási hullámot” eredményezett. Tovább gerjesztette a folyamatot a szőlő- és gyümölcstermesztés népszerűségének erősödése. A térség központja már ebben az időben is a mezővárosi ranggal rendelkező Kunszentmárton volt. A tanyásodás annyira számottevő volt a vidéken, hogy a lakosságnak csaknem a fele szórványtelepüléseken élt. A 19. század közepén szakadt el Kunszentmártontól Szelevény, majd a század végén Mesterszállás, és indult önálló fejlődésnek az addigi csépai, illetve kunszentmártoni külterületi rész.
A második világháborút követően két új település független lett. Mezőhék a héki tanyaközpontból fejlődött önálló községgé, Cserkeszőlő pedig Tiszakürt szőlővel betelepített határrészéből, amelyhez erősen hozzájárult a község területén felfedezett gyógy- és termálvíz. A térségben azonban az 1990-es évek végére is meghatározó maradt a tanyasi létforma. Cserkeszőlőn a népesség csaknem fele, Mezőhéken 40%-a, Szelevényen 25%, Tiszakürtön 20%-a ma is tanyán él. A nagy múltú tanyai életformát a múlt rendszer politikája csak csökkenteni tudta, azonban megszüntetni nem volt képes.
2014-ben, hasonlóan az ország összes kistérségéhez, a kunszentmártoni is megszűnt.

## A településekről
A települések két típusra oszthatók térszerkezetileg. Az egyikhez a 44. és 442. számú közlekedési utak mellett lévő, könnyebben elérhető és jobb demográfiai helyzetben lévő települések tartoznak (például Kunszentmárton, Cserkeszőlő, Tiszaföldvár). A másik csoportba a bekötőutak, alsóbbrendű utak mellett fekvő, rosszul megközelíthető, kritikusan elöregedett lakosságú kisközségek tartoznak (például Nagyrév, Tiszasas).
A tiszazugi településfejlődés történeti áttekintéséből kitűnik, hogy a térség községeit és városait már a múltban is erős kapcsolatok kötötték össze. A települések népessége a történelmi helyzeteknek köszönhetően egyszer összeadódott - ezzel egyes települések megszűntek és a másik település pusztájává váltak -, máskor a kedvezőbb történelmi periódusokban pedig a különválás volt észrevehető. A mai települések közül több az elmúlt században alakult önálló községgé, előtte csak külterületi lakott településrész volt. Erre mutat jó példát Tiszakürt és Cserkeszőlő szétválása, ahol Tiszakürtön volt régen a két településrész központja.
A települések szerkezetük szerint két nagy csoportra oszthatók. A történelmi települések szerkezetét a kertes településszerkezet a jellemzi. A belterület jellegzetesen megosztott, a templom körül az egykori árvízmentes területen alakult ki a település magja és a lakóházak halmaza, jellemzően kis telkekkel és kanyargós zegzugos utcahálózattal. Ettől távolabb helyezkedtek el egy külön egységet alkotva az istállós kertek. A településeken történt árvízmentesítési munkálatok utáni növekedésére a településmaghoz mérnökileg tervezett, sakktábla alaprajzú új községrészek kialakulása a meghatározó. Kitűnő példa erre Cibakháza, Tiszasas, de Tiszaföldvár szerkezetéből is erre a fejlődési folyamatra következtethetünk. A másik csoportot az új keletkezésű vagy a tanyaközpontokból mesterségesen kialakított települések alkotják, például Cserkeszőlő és Öcsöd. Ezek szerkezetére a mérnökileg tervezett, szabályos derékszögű alaprajz a jellemző.

## Nevezetességei

### Természeti értékek
A Körös-Maros Nemzeti Park része a kistérségben elterülő Körös-vidék egésze, így a Tiszazugi (szelevényi), illetve a kunszentmártoni és az öcsödi szakasz. Ez a terület gazdag és egyedülálló növény- és állatvilággal rendelkezik. A kistérségben egy arborétum is létesült, Tiszakürtön.

### Múzeumok
A kistérségben két múzeumban kezelik az itt élt elődöktől az utókorra maradt tárgyi és kulturális emlékeket. A Kunszentmártoni Helytörténeti Múzeum őrzi a térség történeti és néprajzi emlékeit, a kihalófélben lévő kisiparok tárgyi, képi és dokumentumanyagát, a tiszaföldvári Tiszazugi Földrajzi Múzeumban pedig a Tiszazug földrajzi adottságait bemutató, értékes gyűjteményt lehet megcsodálni.

## Oktatás

### Általános Iskolák
Az általános iskolák száma a kistérségeben 8. Azért ilyen rendkívül kevés, mert több település intézményfenntartó társulást létesített. A térség 8 általános iskolája:
- Cibakházi Általános Iskola
- Csépa-tiszakürti Intézményfenntartó Társulás Általános Iskolája
- Öcsödi Általános Iskola
- Petőfi Sándor Általános Művelődési Központ Intézményfenntartó Társulás Általános Iskolája, Cserkeszőlő-Szelevény-Tiszasas-Tiszainoka
- Kossuth Lajos Általános Iskola, Tiszaföldvár
- Papp Bertalan Ószőlői Általános Iskola, Tiszaföldvár-Ószőlő
- Homoki Általános Iskola, Tiszaföldvár-Homok
- Kunszentmárton Városi Általános Iskola

A legutóbbi intézmény a kunszentmártoni önkormányzat oktatási reformjai közben keletkezett. Addig ugyanis a tanítás két külön iskolában folyt. A Deák Ferenc utcai Általános Iskolában, illetve a Széchenyi Lakótelepi Általános Iskolában. Kunszentmárton rendelkezett egy harmadik alapfokú oktatási intézménnyel is, a Mátyás Király Úti Általános Iskolával, de ez az intézmény, az összevonások után megszűnt.
A térségben Cserkeszőlő és Csépa létesített intézményfenntartó társulásokat, és ezen két település lett a társulások vezetője is. Cserkeszőlő először Tiszainokával a 2005/2006-os tanévtől, majd a 2007/2008-as tanévtől a szelevényi Móra Ferenc Általános Iskolával, illetve a tiszasasi Általános Iskolával. Ezen társulás neve lett a Petőfi Sándor Általános Művelődési Központ Általános Iskolája. Csépa egyedül Tiszakürttel létesített ilyen kapcsolatot.

### Középiskolák
A kistérségben 2 középiskola található. Mindkettő a 20. században alapult, Tiszaföldváron 1947-ben, Kunszentmártonban tíz évvel később, 1957-ben.
A középiskolák a következők:
- Kunszentmártoni Gimnázium és Szakképző Iskola
- Hajnóczy József Gimnázium és Humán Szakközépiskola

Eredetileg 3 középiskola volt, de a kunszentmártoni önkormányzat a Veress János Szakközép- és Szakképző Iskolát illetve a József Attila Gimnáziumot összevonta. Így létrejött a Veress János Szakközép- és Szakképző Iskola, és József Attila Gimnázium. Később az intézmény nevét Kunszentmártoni Gimnázium és Szakképző Iskolára változtatták.
A Hajnóczy József Gimnázium és Humán Szakközépiskola Tiszaföldváron létesült, 1947-ben. 1950 és 1965 között az addigi járásbíróság épületében zajlott a tanítás. 1965-ben költözött az iskola új épületbe, a régit ma kollégiumként használja.

### Felsőoktatás
A kistérségben nincs felsőoktatási intézmény.

## A kistérség települései
| Település neve | Népesség (2009. január 1.) | Terület (négyzetkilométer) | Város/Nagyközség/Község |
| -------------- | -------------------------- | -------------------------- | ----------------------- |
| Cibakháza      | 4439                       | 38,21                      | Nagyközség              |
| Csépa          | 1667                       | 29,67                      | Község                  |
| Cserkeszőlő    | 2119                       | 72,67                      | Község                  |
| Kunszentmárton | 8850                       | 143,65                     | Város                   |
| Nagyrév        | 726                        | 29,79                      | Község                  |
| Öcsöd          | 3390                       | 103,66                     | Nagyközség              |
| Szelevény      | 1073                       | 45,39                      | Község                  |
| Tiszaföldvár   | 11 548                     | 80,34                      | Város                   |
| Tiszainoka     | 406                        | 17,92                      | Község                  |
| Tiszakürt      | 1463                       | 28,48                      | Község                  |
| Tiszasas       | 1061                       | 28,79                      | Község                  |

## Külső hivatkozások
- A kistérség hivatalos oldala
- Kunszentmárton.lap.hu
- A megye hírportálja (SZOLJON)

## Képforrások
Kunszentmártoni vasútállomás: 